# Зеленоспинная короткоклювая танагра
Зеленоспинная короткоклювая танагра (лат. Bangsia edwardsi) — вид птиц из семейства танагровых. Видовое название дано в честь французского зоолога Анри Милн-Эдвардса (фр. Henri Milne-Edwards (1800-1885). Птицы обитают в субтропических и тропических низменных и горных влажных лесах, на высоте 900—2100 метров над уровнем моря, в западных склонах западных Анд от департамента Валье-дель-Каука (юго-западная Колумбия) южнее до северо-западных провинций Эсмеральдас и Пичинча (Эквадор). Длина тела около 16,5 см, масса около 37 грамм.